# Uroxys pauliani
Uroxys pauliani là một loài bọ cánh cứng trong họ Bọ hung (Scarabaeidae).